# Кульчицкий, Юрий Франц
Юрий Франц Кульчицкий (пол. Jerzy Franciszek Kulczycki, укр. Юрій-Франц Кульчицький, нем. Georg Franz Kolschitzky; 1640[…], Кульчицы, Корона Королевства Польского — 19 февраля 1694 или 20 февраля 1694, Вена) — купец, военнослужащий, дипломат и разведчик XVII века. Согласно популярной легенде, «человек, научивший Европу пить кофе».

## Биография
Родился в Кульчицах, недалеко от Самбора (в то время — Русское воеводство коронных земель Речи Посполитой, в настоящее время — Львовская область Украины) в шляхетской семье Кульчицких-Шелестовичей. Крещён в православной вере, несмотря на то, что его отец впоследствии принял католичество. В молодости примкнул к запорожским казакам, во время одного из походов казаков попал в плен к туркам, где хорошо выучил турецкий язык и обычаи (в том числе и обычай пить кофе). Помимо турецкого, Кульчицкий также свободно владел украинским, немецким, венгерским, румынским и польским языками. Был выкуплен из турецкого плена сербскими купцами, после чего работал в качестве переводчика в белградском филиале Восточной австрийской торговой компании (нем.). Накопив некоторые средства, открыл в 1678 году в Вене собственную торговую компанию.

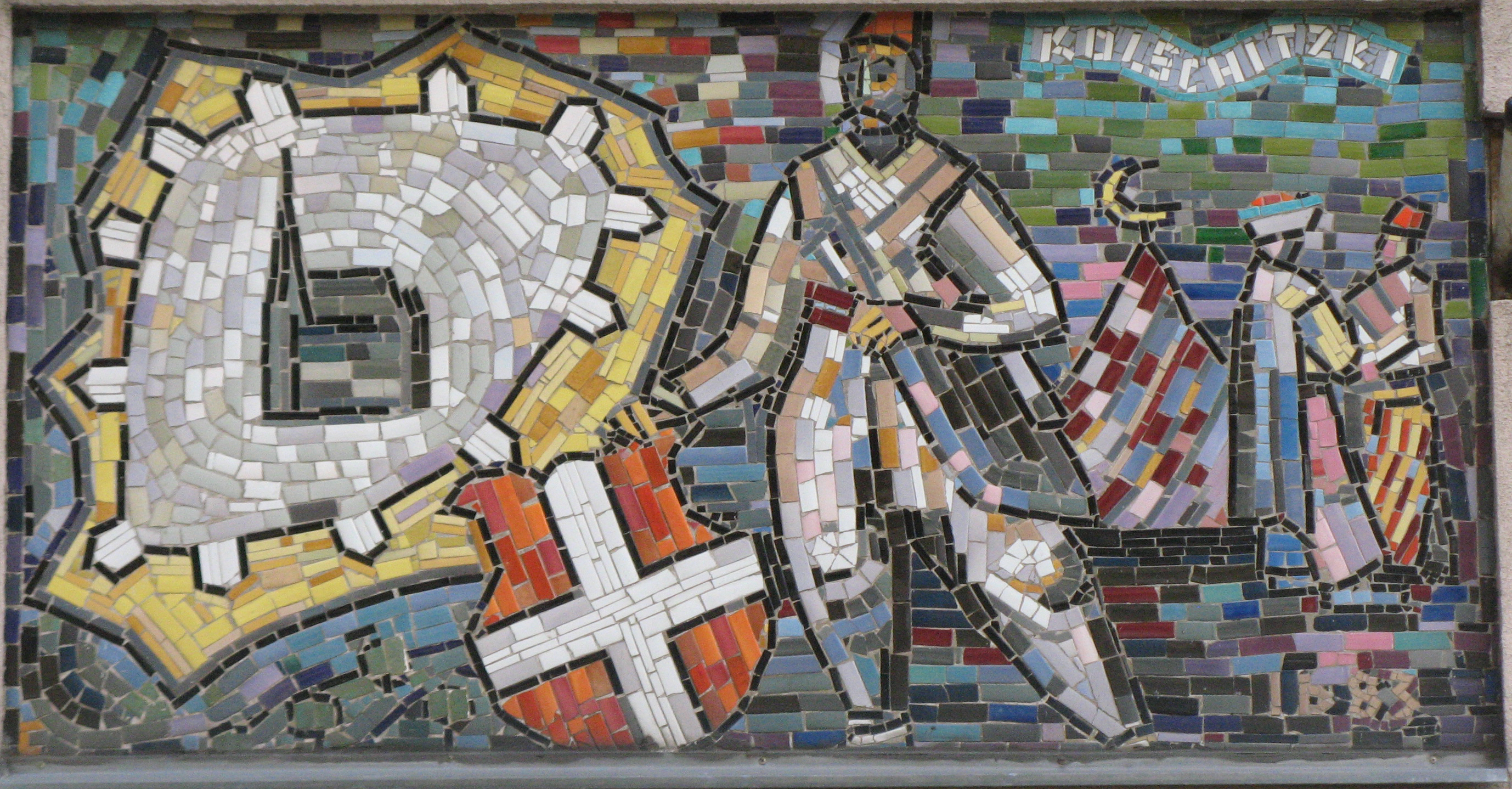
Юрий Кульчицкий. Вена, мозаика в районе Фаворитен, ул. Лаксенбург, 1-5

В июле 1683 года Вену осадила турецкая армия под командованием великого визиря Кара-Мустафы. Город защищали 16 тысяч солдат под предводительством графа Рюдигера Штаремберга. В осаждённом городе начался голод, эпидемии, и городские власти уже были готовы сдать Вену туркам. В этой ситуации Кульчицкий предложил свои услуги, чтобы выбраться из города за подмогой. Штаремберг решил отправить его с письмами к императору Леопольду I и герцогу Лотарингии Карлу V. 13 августа Кульчицкий вместе со слугой, Дёрдем Михайловичем (Đorđe Michajlović), нарядившись в турецкие одежды и распевая турецкие песни, пошли через позиции турок. Там их остановил турецкий офицер-ага, поинтересовавшись, кто они и откуда. На это Кульчицкий ответил, что он — турецкий купец, который ведёт поставки провианта для армии султана. Благополучно миновав турецкие позиции, Кульчицкий и Михайлович едва не погибли в одном из придунайских сел, где местное население приняло их за настоящих турок. Успешно завершив свою миссию, Кульчицкий доставил письмо Карла V с обещаниями военной помощи в осаждённую Вену, после чего городские власти отменили решение о сдаче города.
12 сентября 1683 произошла Венская битва, в результате которой польско-австро-германские войска под командованием короля Речи Посполитой Яна III Собеского нанесли сокрушительное поражение турецкой армии. После этой победы в ознаменование заслуг Кульчицкого городской совет Вены наградил его крупной сумой денег, подарил дом в престижном районе Леопольдштадт и освободил его компанию от налогов на 20 лет. 10 января 1684 года Кульчицкий был назначен личным переводчиком австрийского императора с турецкого языка и получил должность «цесарского придворного курьера» в Турции.
Ю. Кульчицкий умер от туберкулеза в Вене 20 февраля 1694 года в возрасте 54 лет.

## Легенда о кофе

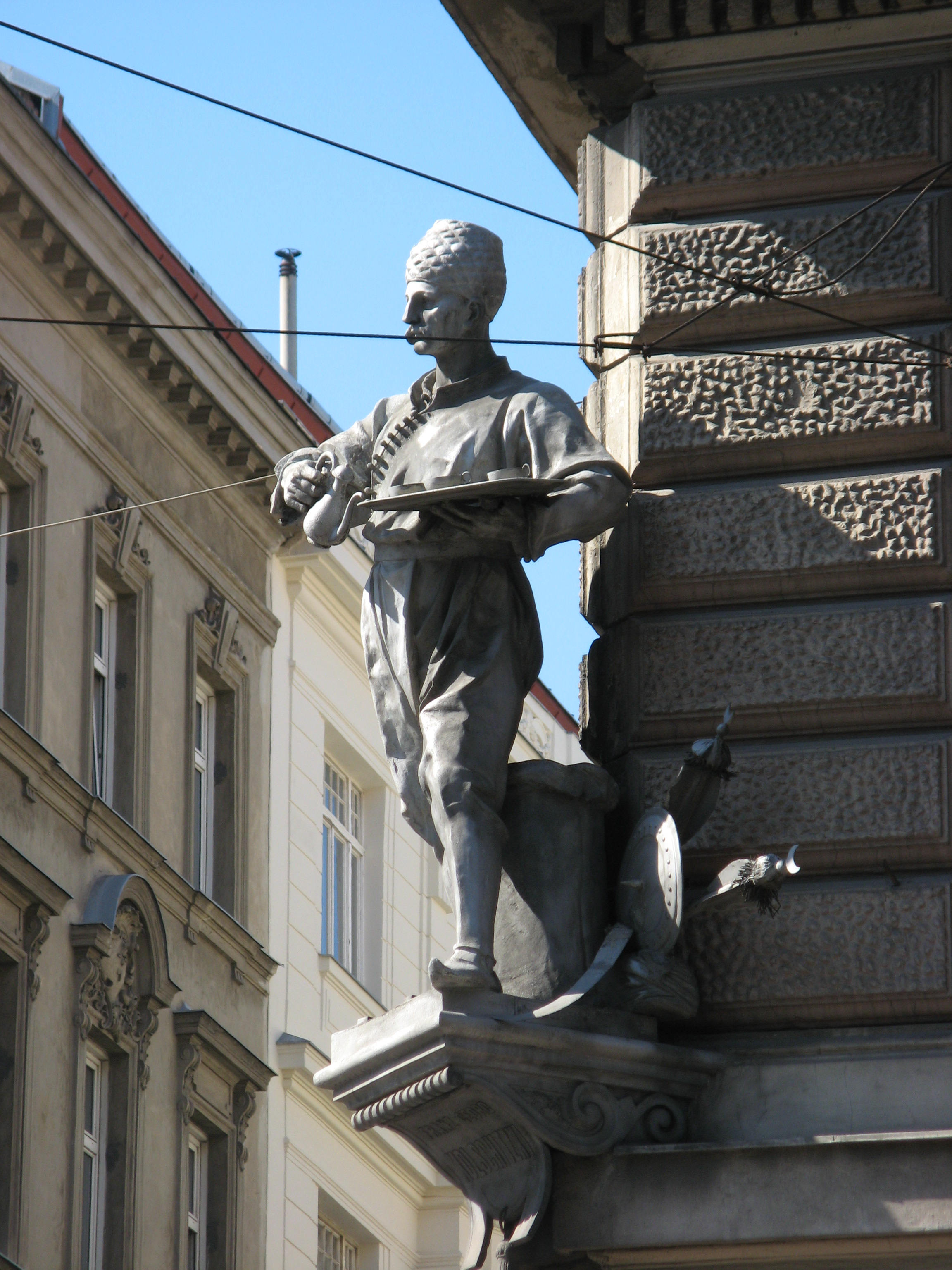
Памятник Ю.Кульчицкому на здании, где располагалась его кофейня

После Венской битвы Кульчицкому предоставили право самостоятельно взять себе в награду часть захваченного трофейного имущества, и он выбрал в качестве награды 300 мешков кофе, начав приобщение венцев к этому напитку. Поначалу Кульчицкий разносил кофе по улицам города в кувшинчиках на подносе, но этот напиток ненавистных венцам турок поначалу не пользовался спросом. Тогда Кульчицкий стал подслащивать кофе медом, добавлять в кофе молоко и сахар, откуда пошёл рецепт знаменитого «кофе по-венски». Кроме того, ему приписывают изобретение круассанов — рогаликов в виде «турецкого полумесяца».
Существует точка зрения, что Ю. Кульчицкий открыл первую в Вене (и третью по счёту в Европе) кофейню под названием «Дом под голубой бутылкой» («Hof zur Blauen Flasche»). Кофейню Кульчицкий открыл в 1686 году в подаренном ему доме, где хозяин, одетый в турецкие одежды, сам обслуживал посетителей. Вслед за ним кофейни в Вене начали открывать другие предприниматели, а сам Кульчицкий возглавил венский цех продавцов кофе. Портрет Кульчицкого долгое время висел на главенствующем месте в здании, где венские хозяева кофеен собирались для решения своих цеховых проблем. Кроме того, на специальном штандарте венских кофейщиков была изображена сцена предоставления императором Леопольдом I организатору «кофейного движения» привилегии — лицензии на открытие первой кофейни.
Несмотря на популярность легенды о Кульчицком, документально доказано, что первую кофейню в Вене открыл в 1685 году армянин Ованес Аствацатур (известный в Европе как Йоханес Диодато).

## Семья
Состоял в браке с Леопольдиной Мейер (по другим данным — Марией Уршулей).

## Память
- В 1862 имя Ю.Кульчицкого присвоено одной из улиц Вены;
- Кофейня Grand Cafe Zwirina zum Kolschitzky на Favoritenstrasse;
- В 1885 в Вене на средства кофейного магната Zwirina установлен памятник Ю.Кульчицкому на углу Favoritenstrasse и Kolschitzkygasse;
- Памятник в родном селе Кульчицы
- В 2013 во Львове в сквере у театра кукол на площади Даниила Галицкого установлен памятник Ю.Кульчицкому.[12]
- В честь Ю.Кульчицкого Почта Польши в серии «Польские следы в Европе» выпустила специальный блок[13].